# الکساندر سربریاکوف
الکساندر سربریاکوف (انگلیسی: Alexander Serebryakov؛ زادهٔ ۲۷ سپتامبر ۱۹۸۷ ‏(۳۷ سال)) دوچرخه‌سوار اهل روسیه است.